# François-Louis du Maitz de Goimpy
François-Louis-Edme-Gabriel, comte du Maitz de Goimpy, dit « Dumaitz de Goimpy », né le 10 avril 1729 au château de Goimpy à Saint-Léger-des-Aubées, près de Chartres, et mort le 29 décembre 1807 au château de Billancourt dans la Somme, est un aristocrate et officier de marine français du XVIIIe siècle. Il se distingue pendant la guerre d'indépendance américaine et termine sa carrière avec le grade de chef d'escadre et décoré de la Grand-croix de l'ordre royal et militaire de Saint-Louis.

## Biographie

### Origines et famille
François-Louis-Edme-Gabriel, comte du Maitz de Goimpy descend de la famille du Maitz de Goimpy, une famille de la noblesse de l'Artois dont l'origine remonte au Ve siècle[réf. nécessaire].
Il est le fils d'Henri Dumaitz de Goimpy, seigneur de Goimpy, Saint-Léger, des Aubeis et autres lieux, et de sa femme Marie Marguerite-Antoinette-Louise de Pas de Feuquières, sa cousine-germaine, fille de Louis de Pas de Feuquières et de Marie Pingre.

### Carrière dans la Marine royale
Il entre dans la Marine royale en 1748, en tant que garde-marine, et devient enseigne de vaisseau en 1752. La même année, il est nommé académicien adjoint de l'Académie de Marine à la création de l'institution, et académicien ordinaire en 1753. Il a publié divers ouvrages, notamment sur la marine, dont une théorie sur la construction des vaisseaux en 1776.
En septembre 1753, il embarque sur la frégate la Comète pour se rendre à Aveiro, au Portugal, avec Bory, le capitaine de Chezac, et l'enseigne Chabert, également membres de l'Académie de Marine, afin d'observer l'éclipse de soleil du 26 octobre 1753. Lieutenant de vaisseau en 1757, il est membre ordinaire de la Nouvelle Académie de Marine lorsque cette institution est reformée en 1769. Promu capitaine de frégate entre-temps, il est nommé capitaine de vaisseau en 1772.
Il se distingue le 17 avril 1780 à la bataille de la Martinique, sous les ordres du comte de Guichen, contre la flotte anglaise commandée par l'amiral Rodney. Il commande Le Destin, vaisseau de 74 canons en 1781 à la bataille de Fort-Royal, le 29 avril contre la flotte britannique de l'amiral Hood puis à la bataille de la baie de Chesapeake le 5 septembre, lors de la bataille des Saintes et du combat de la Dominique, en 1782 sous les ordres du comte de Grasse. Il est promu chef d'escadre par brevet du 13 août 1786, il prend peu de temps après sa retraite.

## Mariage et descendance
Il épouse, le 6 octobre 1772, Antoinette-Jeanne Jouenne d'Esgrigny, fille de Jean-René Jouenne, marquis d'Esgrigny, ancien capitaine au régiment des gardes françaises, et de Marie-Louise Nicolle du Fresne. Elle est morte sans enfants, le 24 avril 1816.

## Ouvrage
- Remarques sur quelques points d'astronomie, Brest, 1768
- Traité sur la construction des vaisseaux, dédié et présenté au roi, par M. le Comte du Maitz de Goimpy, Paris, 1776 
Son ouvrage principal

Il est en outre l'auteur de plusieurs articles dans le Dictionnaire de l'Académie de Marine et de plusieurs mémoires, dont :
- Mémoire sur la manière de déduire les hauteurs méridiennes du Soleil par deux hauteurs et les attentions nécessaires.

### Sources et bibliographie
- Jean Mascart, La vie et les travaux du chevalier Jean-Charles de Borda, 1733-1799, Presses Paris Sorbonne, 2000, p. 278-279